# راغودة ترمبستية
راغودة ترمبستية (الاسم العلمي: Rhagodes trambustii) هي نوع من العنكبوتيات يتبع جنس الراغودة من الفصيلة الراغودية.